# Goiabeira
Goiabeira är en kommun i Brasilien.   Den ligger i delstaten Minas Gerais, i den sydöstra delen av landet, 800 km sydost om huvudstaden Brasília. Antalet invånare är 3 054.
Omgivningarna runt Goiabeira är huvudsakligen savann. Runt Goiabeira är det mycket glesbefolkat, med 7 invånare per kvadratkilometer.